# Породични човек
Породични човек (енгл. Family Guy) америчка је анимирана комедија ситуације коју је створио Сет Макфарлан за Fox. Радња се врти око нефункционалне породице Грифин, коју чине родитељи Питер и Лоис, њихова деца Мег, Крис и Стјуи, као и њихов антропоморфни пас Брајан. Одвија се у измишљеном граду Кванхог, у савезној држави Роуд Ајланд, а често карикира културу САД.
Серија је отказана 2002. године (у првој епизоди четврте сезоне, првој објављеној после паузе, Питер Грифин говори о отказивању), али након изванредних реакција публике после изласка серија на DVD издањима и пуштања реприза током блока Adult Swim, Fox је наставио продукцију серије 2005. До данас, само је неколико серија у телевизијској историји отказано, па је због популарности настављена продукција. Такође је само неколико продуцентских кућа у историји вратило серију коју је претходно отказала.
Добила је позитивне рецензије критичара још од саме премијере. Године 2009. била је номинована за наградуЕми за најбољу хумористичку серију, поставши прва анимирана серија номинована за ову награду још од серије Породица Кременко. Серија је такође изазвала знатну количину критика и контроверзи, у распону од прича и стереотипа карактера, до навода о расизму, хомофобији и мизогинији.

## Развој
Док је Макфарлан студирао анимацију у дизајнерској школи на Роуд Ајленду, анимирао је свој дипломски филм под именом ,,Ларијев живот" (енгл. The Life of Larry), 1995. године. Овај филм је стигао до компаније Хана Барбера, која га је и запослила. Године 1996. је направио наставак анимираног филма под називом ,,Лари и Стив" (енгл. Larry and Steve), у којем су главни ликови били средовечни човек под именом Лари и његов паметни пас Стив. Скеч је премијерно приказан 1997. године на Картун Нетворку.
Када су руководиоци телевизије Фокс видели скеч, склопили су уговор са Макфарланом и желели су да креира анимирану серију под именом ,,Породични човек". Док је Сет радио на серији, ликови Ларија и Стива су еволуирали у Питера и Брајана. Након што је пилот епизода успешно емитована, серија је добила зелено светло. Сет Макфарлан је инспирацију за серију налазио у анимираној серији ,,Симпсонови" и ситкому ,,Сви у породици".

## Радња
Радња серије се дешава у Квахогу (Quahog). Квахог је фиктивни град који се налази на Роуд Ајланду у Америци. Породица Грифин живи у Спунер улици (Spooner street). Као једно од битнијих места се издваја бар „Пијана шкољка“ (Drunken clam).

## Ликови

### Главни ликови
- Питер Лауенбро Грифин има око четрдесет година рођен је у јулу. Препознатљив је по изразитој дебљини, белој кошуљи, зеленим панталонама и браон ципелама. Носи наочаре и има смеђу косу. У суштини добар човек, али има своје моменте агресије, такође је и доста љубоморан. Није одбарен интелигенцијом а у епизоди „Питердиран“ („Petarded“) на тесту интелигенције сазнаје да је ниво његове глупости толики да је ментално заостао. Његови најбољи пријатељи су његов пас Брајан Ектор Грифин и комшије Глен Квегмајер, Кливленд и Џозеф Свонсон. Глуми га Сет Макфарлан, уз мале измене у гласу.
- Лоис Пјутершмит Грифин је Питерова жена. Ни њене године нису прецизно познате, али зна се да је две године млађа од Питера. Препознатљива је по тиркизној блузи, драп панталонама, црвеним сандалама, црвеним минђушама и повеликом носу. Има риђу косу. Упознала је Питера на базену, који је тамо радио као пешкир дечко. Допао јој се јер се он понашао сасвим опуштено и природно, често збијао шале, и Лоис је, вероватно сита од уштогљеног и снобовског света одакле је потекла, решила да пође за њега мада се њеној породици није допало то што се удаје за човека који је нижа класа од ње. Исто тако, ни Питеровој породици, а поготово његовом оцу, није било драго што Лоис није католикиња већ протестанткиња, па је Питеров отац чак на њихова кола са венчања, испод натписа „Управо венчани“, дописао „Протестантској дрољи“. И поред свега, њих двоје живе у складном браку. Глуми је Алекс Борштајн.
- Меган (Мег) Грифин ћерка је Питера и Лоис Грифин. Најстарија од њихово троје деце. Од оца је наследила смеђу косу и кратковидост, а од мајке крупан нос. Носи црвену вунену капу коју веома ретко скида. Примећује се, посебно у каснијим сезонама, одбојност породице према њој из непознатог разлога. Она највише тога трпи од свих ликова у серији; често је изложена омаловажавању, запостављању, вређању, па чак и физичком насиљу. У 13. епизоди четврте сезоне чак гине на крају, али већ у наредној се поново појављује жива, као да јој ништа није било, у маниру Кенија из Саут Парка. Није популарна у школи и права је реткост да се зближи с неким, а ако би стекла нову другарицу или се заљубила у неког момка, то би обично било кратког века. Од друге сезоне њој глас позајмљује Мила Кунис, док ју је у првој сезони глумила Лејси Шаберт. Кад је једном приликом Мег певала песму „Купи ми дугу“ (енгл. Buy Me a Rainbow)[7], глас који се чује припада Тари Стронг.
- Кристофер (Крис) Грифин је син Питера и Лоис (мада се и за њега и за његову сестру Мег спекулише о томе у неколико наврата). У много чему наликује оцу: дебео и не претерано интелигентан. Има плаву косу, стално носи качкет, плаву мајицу, црне панталоне и патике. Његов највећи страх је од злог мајмунчета које живи у његовом плакару и често упире прстом у њега уз бесан, претећи поглед. Мајмунче је у једној епизоди претучено на смрт, али је и после тога виђено живо и здраво. Кристоферов глас је Сет Грин.
- Стјуарт (Стјуи) Џилиџан Грифин је најмлађи син Питера и Лоис. Има једну годину. Носи жуту мајицу и црвене панталоне са трегерима. Има играчку медведића по имену Руперт. С једне стране је изузетно интелигентан, с друге показује невероватно незнање за неке обичне ствари. Иако је беба, уме да говори и то са изразитим британским нагласком. Међутим, људи око њега углавном не разумеју шта говори. Пас Брајан га, рецимо, разуме боље од осталих, а дешава се да то буде случај и с другима (на пример, када су се Грифинови накратко обогатили и добили, између осталог, и послугу, батлери су разумели Стјуијеве наредбе). Стално се жали и неком прети. Кује многе опаке планове који се односе на владавину светом, промену климе, померање времена и слично (неке од тих направа чак и успешно створи). Своју мајку Лоис прогласио је за свог непријатеља и често покушава да је убије, али наравно увек без успеха. Често се продуценти поигравају са Стјуијевом сексуалношћу. Сет Макфарлан изводи Стјуијев глас причајући мало вишим тоном.[8]
- Брајан Ектор Грифин је породични пас. Разликује се од осталих по томе што уме да говори. Изузетно је интелигентан и начитан. Једном приликом је мењао Кристоферовог учитеља. Обожава суви мартини с маслином. У епизоди „Пут до Роуд Ајланда“ („Road to Rhode Island“) се види његово порекло. Највише се дружи са Стјуием и Питером. Имао је неколико краткотрајних романтичних веза и то не само са псећим, него и са људским женкама.У 12. сезони, Брајан је био убијен, али је враћен после неколико епизода. Брајана је тада заменио други пас Вини, који има италијанско порекло. Брајан је нормалан глас Сета Макфарлана.[9]

### Споредни ликови
- Глен Квегмајер Kвегчик је Питеров комшија и пријатељ. Препознатљив је по израженој доњој вилици која му изобличује облик главе. Неожењен је и велики женскарош; главна брига му је да смува што бољу женску а чак има симпатије и према Лоис које се и не труди да скрива пред њом и Питером. По занимању је пилот. Глуми га Сет Макфарлан.
- Кливленд Oрентал Браун Старији је Питеров комшија и дугогодишњи пријатељ (упознали су се када је Кливленд повезао Питера који је стопирао). Црне је пути. Глас му је готово увек миран и сталожен. Имао је супругу Лорету с којом се развео када је сазнао да га вара са Квегмајером. Од онда се Лорета више не појављује у серији. С њом је имао хиперактивног сина изразито пискутавог гласа по имену Кливленд јуниор, али како се ни он не појављује у серији после развода, сасвим је могуће да је Лорета добила старатељство над њим. Власник је деликатесног бара. Глас изводи Мајк Хенри.
- Џозеф (Џо) Свонсон је био полицајац, али је после једне борбе остао инвалид, односно везан за инвалидска колица. И поред тога је веома енергичан и то што је у колицима га не спречава да ради многе радње нетипичне за параплегичаре, као што је играње софтбола. Има жену Бони која је вечито трудна и сина Кевина на ког је Мег једно време имала симпатије (у епизоди Stew-Roids Џо је свима сасвим мирно рекао да је Кевин погинуо у Ираку, те то нико није озбиљно схватио). У седмој сезони Бони се коначно породила и добила ћерку Сузи у коју се Стјуи накратко заљубио. Џозефа глуми Патрик Ворбартон.
- Том Такер и Дајана Симонс Сејделман су двоје контроверзних водитеља које воде ТВ дневник на телевизијском каналу по имену „Квахог 5". Њихови поступци често одударају од нормалног понашања двоје спикера, али упркос томе с успехом обављају своје послове. Том не воли Дајану и користи сваку прилику да избаци неку опаску на њен рачуна. Њима се често придружује азијска репортерка Триша Таканава која се обично укључи с неког места и одатле подноси репортаже. Тома Такера глуми Сет Мекфарлан, док Дајанин глас припада Лори Ален. Триша Такенава је глас Алекс Борштајн кад прича кроз нос.
- Градоначелник Адам Вест је градоначелник Квахога. Параноичан је и нервно растројен. И поред свега, каже да воли свој посао више него воћне карамеле ("А ја сам човек који ужива у воћним карамелама"). Због смрти глумца који је позајмљивао глас градоначелнику Весту, продуценти су одлучили да у 20. епизоди, 17. сезоне усмрте и сам лик.[10] У спомен на глумца Адама Веста, продуценти су одлучили да промене назив средње школе из ,,Џејмс Вудс средња школа" у ,,Адам Вест средња школа".[11] На место градоначелника Квахога, дошао је Адамов рођак, Вајлд Вест (у 7. епизоди, 19. сезоне). Вајлду Весту глас позајмљује Сем Елиот.[12]
- Џонатан Вид Бермудаграс је Питеров шеф док је радио у продавници играчака "Happy-Go-Lucky". Имао је латино нагласак и, по неким детаљима, врло вероватно био хомосексуалац. Средином треће сезоне дошао је код породице Грифин на вечеру, загрцнуо се кифлом и умро. Већ следећег дана фабрика играчака је срушена, а Питер је морао да потражи нов посао. Док је био жив, глас му је позајмљивао Карлос Алазраки.